# Шахматы в Швейцарии
Шахматы в Швейцарии
В ФИДЕ с 1924.

## История
Первые сведения о шахматах на территории современной Швейцарии относятся к средневековому периоду: «Эйнзидельнская шахматная поэма», написанная в X—XI веках в монастыре Эйнзидельн, — наиболее раннее рукописное упоминание о шахматах на европейском континенте, затем последовало стихотворное переложение трактата Я. Цессолеса (20 тысяч строк; 1337) Кунратом фон Амменхаузеном — монахом монастыря Штейн на реке Рейн. О дальнейшем распространении шахмат в Швейцарии свядетельствует «Трактат о королевской шахматной игре» барона Асперлинга де Раронь; опубликован анонимно около 1690 в Лозанне (отсюда название — «Лозаннский трактат»).
Оживление интереса к шахматам в Швейцарии связано с пребыванием здесь Вольтера. Он регулярно играл в шахматы, хотя и не отличался в этом способностями. Среди его постоянных партнёров были иезуит отец Адам и швейцарский художник Жан Юбер (1721-1786), о шахматном даровании которого с восторгом рассказывала в своих Записках Екатерина Дашкова. В собрании Эрмитажа хранится картина «Вольтер, играющий в шахматы с отцом Адамом», написанная Юбером. 
Шахматные соревнования в Швейцарии стали проводиться с конца XVIII века. В 1822—26 Цюрихское шахматное общество (основано в 1809) — старейший швейцарский шахматный клуб (возможно, старейший в Европе, не считая Лондонского) провёл ряд соревнований с шахматистами Винтертура и других городов. В 1869-79 соревнования возобновились: ежегодно проводились в Цюрихе, Санкт-Галлене, Винтертуре и Биле. Во время проведения I Всешвейцарского турнира в Цюрихе создано Швейцарское шахматное общество (02.06.1889), которое объединило первоначально 8 клубов (153 члена) и 7 индивидуальных членов: первый президент общества — Г. Кнус (Винтертур). С 1964 общество называется Швейцарским шахматным союзом. С первых лет создания общество стало проводить ежегодные турниры, победителям которых с 1909 присваивается звание чемпиона страны: первый чемпион — М. Хеннебергер (1878—1959). В 1857—60 общество издавало первый шахматный журнал — «Швайцерише шахцайтунг».
Швейцария была среди стран — учредительниц ФИДЕ (1924); её представитель М. Николе — первый казначей ФИДЕ. На международном командном турнире в честь основания ФИДЕ швейцарские шахматисты заняли третье место (после Чехословакии и Венгрии). С 1982 штаб-квартира ФИДЕ находится в Люцерне.

## Сборная Швейцарии
С 1927 шахматисты Швейцарии — участники Всемирных шахматных олимпиад. Дважды шахматные олимпиады проводились в Швейцарии: 1968 (Лугано) и 1982 (Люцерн).
| Лучшие результаты сборной Швейцарии | Лучшие результаты сборной Швейцарии | Лучшие результаты сборной Швейцарии |
| Турнир                              | Мужчины                             | Женщины                             |
| ----------------------------------- | ----------------------------------- | ----------------------------------- |
| Шахматная олимпиада                 | 6 место (1928)                      | 12 место (1984)                     |
| Командные чемпионаты Европы         | 8 место (1973)                      | 11 место (1992)                     |

## Шахматные соревнования в стране
С начала 1930-х годов Швейцария — организатор многих крупных международных соревнований, в том числе  турниров: 
- 1932, Берн;
- 1934, Цюрих;
- 1953, Нойхаузен — Цюрих — мужской турнир претендентов;
- 1959, Мюнхенштайн — чемпионат мира среди юношей;
- 1959 и 1961, Цюрих — международные турниры;
- 1976 и 1985, Биль — мужские межзональные турниры;
- 1977, Люцерн — претендентский матч — Л. Полугаевский — Э. Мекинг;
- 1979, Люцерн — мужской зональный турнир
- 1985 — первый мужской командный чемпионат мира.

Заметным событием международной шахматной жизни были турниры на Кубок Клары Бенедикт.

## Чемпионат Швейцарии по шахматам
С 1889 года проходят чемпионаты Швейцарии по шахматам. Начиная с 1941 чемпионаты проводятся ежегодно, за исключением олимпийского 1968 года. Рекордсменом по числу золотых медалей является Ханс Ионер, двенадцать раз занимавший первое место в итоговой таблице.
Наряду с чемпионатами страны разыгрывается Кубок Швейцарии. Регулярно проводятся национальные чемпионаты среди женщин, юношей, командные соревнования.

## Шахматисты
Первые шахматисты, добившиеся признания на международной арене, — Х. Фарни, братья П. и Х. Ионеры, Г. Гроб. В начале 1940-х в число ведущих швейцарских шахматистов выдвинулся М. Кристоффель (1922 — 2001). Среди швейцарских шахматистов наибольших успехов добились: М. Блау, Э. Бенд, Й. Куппер, Д. Келлер, А. Ломбард, Х. Виртензон, В. Хуг.
Швейцарский шахматный союз объединяет свыше 160 местных шахматных обществ (около 6 тысяч человек; 1987). Организация имеет в своих рядах 6 международных гроссмейстеров и 30 международных мастеров среди мужчин; 1 международного гроссмейстера и 2 международных мастеров среди женщин (2012)
С 1922 действует Швейцарский рабочий шахматный союз, который проводит свои турниры и издаёт «Швайцер арбайтершах журналь».